# Cyrtoneurina dubia
Cyrtoneurina dubia är en tvåvingeart som beskrevs av John Otterbein Snyder 1954. Cyrtoneurina dubia ingår i släktet Cyrtoneurina och familjen husflugor. Inga underarter finns listade i Catalogue of Life.